# Psychocandy
Psychocandy è l'album di debutto del gruppo musicale shoegaze britannico The Jesus and Mary Chain pubblicato nel 1985 dalla Blanco y Negro Records.
Il disco è considerato epocale per il suo modo innovativo di sovrapporre le melodie pop a strati di feedback, ed per aver sincretizzato la lezione del punk rock, dei Velvet Underground come pure quella del Wall of Sound, la tecnica di produzione tipica delle registrazioni di Phil Spector.
Ha contribuito in maniera determinante a creare un nuovo genere musicale: lo shoegaze.
È l'unico album della band con Bobby Gillespie: il futuro leader dei Primal Scream, suonava un set di batteria minimale, addirittura senza grancassa, restando in piedi proprio come era solita fare Moe Tucker nei Velvet Underground.

## Singoli
Dal disco sono stati estratti tre singoli: You Trip Me Up, Never Understand, Just Like Honey

## Tracce

### Edizione LP e cassetta
1. Just Like Honey – 3:03
2. The Living End – 2:17
3. Taste the Floor – 2:57
4. The Hardest Walk – 2:40
5. Cut Dead – 2:47
6. In a Hole – 3:02
7. Taste of Cindy – 1:42
8. Never Understand – 2:58
9. Inside Me – 3:10
10. Sowing Seeds – 2:51
11. My Little Underground – 2:31
12. You Trip Me Up – 2:26
13. Something's Wrong – 4:02
14. It's So Hard – 2:37

### Edizione CD
Nella versione su CD uscita nel 1986 è stata aggiunta l'ottava traccia Some Candy Talking (3:19) uscita in quell'anno sull'omonimo EP.

## Formazione
- Jim Reid - chitarra, voce
- William Reid - chitarra, voce
- Douglas Hart - basso
- Bobby Gillespie - batteria